# Batallón Garibaldi
El Batallón Garibaldi (más tarde daría el nombre a la brigada homónima) fue uno de los batallones que formaron las Brigadas Internacionales y que participaron en defensa de la Segunda República Española durante la Guerra Civil de 1936 a 1939. Estuvo integrado fundamentalmente por italianos. Debe su nombre a la figura histórica de Giuseppe Garibaldi, héroe nacional de Italia.

## Historial de operaciones
Nació como Legión Italiana el 27 de octubre de 1936, a través de un acuerdo sellado en París entre los partidos republicano, socialista y comunista italianos. Desde el inicio tuvo como comandante al republicano Randolfo Pacciardi y como comisarios políticos al comunista Antonio Roasio, Luigi Longo y al socialista Amedeo Azzi. El 1 de noviembre de 1936 se integra en la XII Brigada Internacional junto con los batallones Thälmann y André Marty, otorgando su nombre a la recién creada brigada. Tuvo su bautismo de fuego el 12 de noviembre de 1936 en el Cerro de los Ángeles dentro de la defensa de Madrid, y participó después a los combates de la Ciudad Universitaria, de Boadilla del Monte, Pozuelo de Alarcón, Mirabueno, Majadahonda, Arganda, Morata de Tajuña y Guadalajara. Además de operaciones en la zona norte de la actual Comunidad de Madrid y zonas de Aragón, su papel más destacado lo tuvo en la batalla del Ebro.